# Philippe Soupault
Philippe Soupault (Chaville, 2 agosto 1897 – Parigi, 12 marzo 1990) è stato uno scrittore e saggista francese.

## Biografia
Dopo la pubblicazione della sua prima raccolta di poesie Aquarium, del 1917, Soupault fondò con Louis Aragon e André Breton la rivista Littérature e partecipò con altri scrittori, raccolti intorno a Tristan Tzara, al movimento dadaista.
In questo periodo compose Les champs magnétiques, (I campi magnetici, del 1920), scritto in collaborazione con Breton, che può considerarsi il primo esperimento di scrittura automatica nel chiaro tentativo di indirizzare il dadaismo, sempre nell'ambito dell'avanguardia letteraria, a forme più vicine al surrealismo.
Nel 1927 Soupault si dedicò al giornalismo e al romanzo, genere quest'ultimo che sino ad allora lo scrittore non aveva mai voluto prendere in considerazione. Nel 1937 raccolse le sue poesie nel volume Poésies complètes, cui seguirono nel 1947 Odes (Odi) e nel 1949 Chansons (Canzoni).
Dei suoi romanzi, che risentono dell'esperienza surrealista e ne conservano i modi espressivi tesi e allucinati, vanno ricordati Le negre (Il negro, del 1927) e l'autobiografico Les temps des assassins. Histoire du déténu N. 1934 (Il tempo degli assassini. Storia del detenuto n. 1934, del 1949).
Nel 1977 ricevette dal Ministero della Cultura francese il Grand Prix national des lettres.
Morì a Parigi il 12 marzo 1990.

## Opere

### Poesie
- Aquarium - Acquario, del 1917.
- Rose des vents - Rosa dei venti, del 1919.
- Les Champs magnétiques - con André Breton, del 1920 (I campi magnetici trad. Luigi Fontanella, Roma: Newton Compton, 1979)
- Westwego (1917-1922), del 1922.
- Georgia, del 1926.
- Il y a un océan - C'è un oceano, del 1936.
- Poésies complètes 1917-1937 - Poesie complete 1917-1937, del 1937.
- Ode to the Bombed London. Ode à Londres bombardée - Ode a Londra bombardata, del 1944.
- Odes 1943-1946 - Odi 1943-1946, del 1946.
- L'Arme secrète - L'arma segreta, del 1946.
- Message de l'île déserte (1942-1944) - Il messaggio dell'isola deserta (1942-1944), del 1947.
- Chansons - Canzoni, del 1949.
- Sans phrases - Senza frasi, del 1953.
- Poèmes et Poésies (1917-1973) - Poemi e poesie (1917-1973), del 1973.
- Arc-en-ciel - L'arcobaleno, del 1979.
- Odes - Odi, dal 1930-1980, del 1981.
- Poèmes retrouvés 1918-1981- Poemi ritrovati, del 1982.
- Poésies pour mes amis les enfants - Poesie per i miei amici bambini, del 1983.
- Georgia, Épitaphes, Chansons - Georgia, epitaffi, canzoni, del 1983.
- Poèmes et Poésies - Poemi e poesie, del 1987.

### Romanzi e novelle
- Le Bon Apôtre, del 1923.
- À la dérive - Alla deriva, del 1923.
- Les Frères Durandeau - I fratelli Durandeau, del 1924.
- Voyage d'Horace Pirouelle - Viaggio di Horace Pirouelle, del 1925.
  - Voyage d'Horace Pirouelle au Groenland - Viaggio di Horace Pirouelle in Groenlandia. Presentazione e pubblicazione in facsimile di un manoscritto del 1918 per Claude Leroy. Questo manoscritto era stato regalato da Soupault a Blaise Cendrars.
- Le Bar de l'amour - Il bar dell'amore, del 1925.
- En joue !, del 1925.
- Mort de Nick Carter - La morte di Nick Carter, novella del 1926.
- Corps perdu - Corpi perduti, del 1927.
- Le Coeur d'or - Il cuore d'oro, del 1927.
- Le Nègre, del 1927.
- Les Dernières Nuits de Paris - Le ultime notti di Parigi, del 1928.
- Le Roi de la vie - Il re della vita, del 1928.
- Le Grand Homme - Il Grand'uomo, del 1929.
- Les Moribonds - I moribondi, del 1934.